# Jessica Capshaw
Jessica Brooke Capshaw (Columbia, 9 agosto 1976) è un'attrice statunitense, nota per il ruolo della dottoressa Arizona Robbins nella serie televisiva Grey's Anatomy.

## Biografia
È figlia dell'attrice Kate Capshaw e di Robert Capshaw, nonché figliastra del regista Steven Spielberg. Si è laureata in letteratura inglese alla Brown University. Durante le vacanze estive, ha frequentato un corso estivo presso la Royal Academy of Dramatic Art di Londra, durante il quale ha recitato nel ruolo di Puck nella commedia shakespeariana Sogno di una notte di mezza estate. 
Il 22 maggio 2004 ha sposato l'imprenditore Christopher Gavigan, che ha fondato con l'attrice Jessica Alba The Honest Company. La coppia ha avuto quattro figli: Luke Hudson (2007), Eve Augusta (2010), Poppy James (2012) e Josephine Kate (2016). Vive con la sua famiglia a Santa Monica, in California.

### Carriera
Esordisce al cinema nel 1997, prendendo parte insieme alla madre Kate al film Le locuste. È poi comparsa in E.R. - Medici in prima linea e ha interpretato il ruolo di Dorothy Wheeler nel film Valentine - Appuntamento con la morte (2001). Successivamente ha avuto un piccolo ruolo in Minority Report, un film di Steven Spielberg con protagonista Tom Cruise. Ha partecipato anche a The Practice - Professione avvocati (2002-2004) in 44 episodi e a La lettera d'amore, nuovamente accanto alla madre Kate.
Nel 2005 ha recitato nella miniserie prodotta da TNT dal titolo Into the West insieme a Keri Russell e Josh Brolin. Al cinema ha recitato in The Groomsmen (2006) con Edward Burns e Brittany Murphy, mentre nel 2007 è stata la protagonista del film canadese Blind Trust. Nello stesso periodo, è apparsa anche nelle serie Bones nel ruolo di Rebecca, l'ex ragazza di Booth e madre di Parker, e The L Word.
Il suo ingresso nella serie televisiva Grey's Anatomy avviene nella quinta stagione (2008-2009) in qualità di guest star, nei panni della dottoressa Arizona Robbins, per poi rientrare nelle stagioni successive come componente del cast fisso. La relazione del personaggio con la dottoressa Callie Torres, interpretata da Sara Ramírez, è stata considerata una delle più belle nel mondo televisivo. Nel 2018, al termine della quattordicesima stagione, ha deciso di abbandonare definitivamente la serie, dopo aver recitato in oltre duecento episodi.

## Filmografia

### Cinema
- Le locuste (The Locusts), regia di John Patrick Kelley (1997)
- La lettera d'amore (The Love Letter), regia di Peter Chan (1999)
- Valentine - Appuntamento con la morte (Valentine), regia di Jamie Blanks (2001)
- Minority Report, regia di Steven Spielberg (2002)
- Una hostess tra le nuvole (View from the Top), regia di Bruno Barreto (2003)
- Fuga dal matrimonio (The Groomsmen), regia di Edward Burns (2006)
- Disegno di un omicidio (Blind Trust), regia di Louis Bolduc (2007)
- Holidate, regia di John Whitesell (2020)
- Ambulance regia di Michael Bay (2022)

### Televisione
- E.R. - Medici in prima linea (ER) – serie TV, episodio 5x19 (1999)
- The Practice - Professione avvocati (The Practice) – serie TV, 44 episodi (2002-2004)
- Into the West – miniserie TV, seconda puntata (2005)
- Bones – serie TV, 2 episodi (2006)
- The L Word – serie TV, 3 episodi (2007)
- Grey's Anatomy – serie TV, 224 episodi (2009-2018, 2024) – Dr. Arizona Robbins

## Doppiatrici italiane
Nelle versioni in italiano delle opere in cui ha recitato, Jessica Capshaw è stata doppiata da:
- Maura Cenciarelli in The Practice - Professione avvocati, Holidate
- Gilberta Crispino in Valentine - Appuntamento con la morte
- Emanuela D'Amico in Minority Report
- Perla Liberatori in Bones
- Giò Giò Rapattoni in Disegno di un omicidio
- Stella Musy in Grey's Anatomy